# Старо Петрово Село
Старо Петрово Село (хорв. Staro Petrovo Selo) — населений пункт і громада в Бродсько-Посавській жупанії Хорватії.

## Населення
Населення громади за даними перепису 2011 року становило 5186 осіб, 1 з яких назвала рідною українську мову. Населення самого поселення становило 1572 осіб.
Динаміка чисельності населення громади:
Динаміка чисельності населення центру громади:

## Населені пункти
Крім поселення Старо Петрово Село, до громади також входять: 
- Блажевич-Дол
- Доні Црноговці
- Годиняк
- Горні Црноговці
- Комарниця
- Лазе
- Оштрий Врх
- Старці
- Штивиця
- Тисоваць
- Владисово
- Врбова

## Клімат
Середня річна температура становить 11,33 °C, середня максимальна – 25,98 °C, а середня мінімальна – -5,58 °C. Середня річна кількість опадів – 870 мм.
| Клімат поселення                              | Клімат поселення | Клімат поселення | Клімат поселення | Клімат поселення | Клімат поселення | Клімат поселення | Клімат поселення | Клімат поселення | Клімат поселення | Клімат поселення | Клімат поселення | Клімат поселення | Клімат поселення |
| Показник                                      | Січ.             | Лют.             | Бер.             | Квіт.            | Трав.            | Черв.            | Лип.             | Серп.            | Вер.             | Жовт.            | Лист.            | Груд.            |                  |
| Середній максимум, °C                         | 6,74             | 8,59             | 12,96            | 17,54            | 22,77            | 25,98            | 25,33            | 24,40            | 20,39            | 15,28            | 9,72             | 5,46             |                  |
| Середня температура, °C                       | 0,60             | 2,44             | 6,79             | 11,38            | 16,60            | 19,82            | 21,62            | 20,69            | 16,68            | 11,59            | 6,02             | 1,75             |                  |
| Середній мінімум, °C                          | −5,58            | −3,72            | 0,64             | 5,22             | 10,44            | 13,65            | 17,91            | 16,98            | 12,97            | 7,87             | 2,32             | −1,94            |                  |
| Норма опадів, мм                              | 55               | 52               | 57               | 70               | 80               | 101              | 80               | 78               | 67               | 77               | 84               | 69               |                  |
| Середньомісячна швидкість вітру, м/с          | 1.68             | 1.92             | 2.24             | 2.20             | 2.00             | 1.82             | 1.80             | 1.62             | 1.60             | 1.62             | 1.68             | 1.72             |                  |
| Середньомісячна сонячна радіація, кДж/м²·день | 4316             | 7118             | 10979            | 15362            | 19426            | 21474            | 22448            | 20254            | 15013            | 9240             | 4907             | 3611             |                  |
| --------------------------------------------- | ---------------- | ---------------- | ---------------- | ---------------- | ---------------- | ---------------- | ---------------- | ---------------- | ---------------- | ---------------- | ---------------- | ---------------- | ---------------- |
| Джерело:                                      |                  |                  |                  |                  |                  |                  |                  |                  |                  |                  |                  |                  |                  |